# 戴德姆 (緬因州)
戴德姆（英語：Dedham）是一個位於美國緬因州漢考克縣的市鎮。

## 人口
根據2020年美國人口普查的數據，戴德姆的面積為114.94平方千米，當中陸地面積為101.86平方千米，而水域面積為13.08平方千米。當地共有人口1648人，而人口密度為每平方千米14人。